# جانوران (فیلم ۲۰۲۲)
جانوران (گالیسی: As bestas) یک فیلم دلهره‌آور به کارگردانی رودریگو سوروگوین است که در سال ۲۰۲۲ منتشر شد. این فیلم در جشنواره فیلم کن ۲۰۲۲ و جشنواره بین‌المللی فیلم شیکاگو اکران شد و در سی و هفتمین دورهٔ جوایز گویا نامزد ۱۷ جایزه شد که در نهایت موفق به کسب جایزه گویا برای بهترین فیلم، جایزه گویا برای بهترین کارگردانی، جایزه گویا برای بهترین فیلم‌نامهٔ غیراقتباسی، جایزه گویای بهترین بازیگر نقش اصلی مرد و جایزه گویای بهترین بازیگر نقش مکمل مرد شد. این فیلم همچنین موفق به دریافت جایزه سزار برای بهترین فیلم خارجی شد. تصویربرداری فیلم از ۱۶ سپتامبر تا ۱۳ دسامبر ۲۰۲۱ در ال بیرثو و گالیسیا انجام شد.
این فیلم در بازبینی جمعی راتن تومیتوز بر اساس ۵۶ نقد به نمره ۹۸٪ با میانگین وزنی ۸٫۶ از ۱۰ دست یافت. متاکریتیک نیز بر پایهٔ ۱۷ نقد، به آن نمره ۸۵ از ۱۰۰ اختصاص داد. جانوران در فهرست ۱۰ فیلم برتر ۲۰۲۲ در اروپا و همچنین ۱۰ فیلم برتر اسپانیایی سال ۲۰۲۲ قرار داشت.

## گزیدهٔ بازیگران
- دونی منوشه[۲۲]
- مارینا فوا[۲۲]
- لوئیس سائرا[۲۳]
- دیگو آنیدو[۲۲]
- ماری کولوم[۲۴]
- ماچی سالگادو[۲۵]
- لوئیزا مرلاس[۲۶]

## سایر جوایز
- جشنواره بین‌المللی فیلم سن سباستین - جایزه تماشاگران برای بهترین فیلم اروپایی[۲۷]
- جشنواره بین‌المللی فیلم شیکاگو - هوگو نقره‌ای برای بهترین بازی گروهی[۲۸][۲۹]
- جشنواره بین‌المللی فیلم توکیو - جایزه ویژه، بهترین کارگردانی، بهترین بازیگری[۳۰]
- جایزه فورکه - بهترین فیلم، بهترین بازیگر[۳۱][۳۲]
- جایزه لومیر - بهترین تولید بین‌المللی[۳۳]
- جایزه فروس - بهترین فیلم درام، بهترین بازیگر نقش مکمل مرد، بهترین موسیقی متن[۳۴][۳۵][۳۶]
- جایزهٔ کارمن - بهترین فیلم غیر اندلسی[۳۷]
- جوایز حلقه نویسندگان سینمایی (بهترین فیلم، کارگردانی، بازیگر اصلی مرد، بازیگر مکمل مرد، بازیگر اصلی زن، بهترین فیلم‌نامهٔ غیراقتباسی، بهترین تدوین، بهترین موسیقی)[۳۸][۳۹]
- جوایز اتحادیه بازیگران مرد و زن (بازیگر اصلی مرد، بازیگر مکمل مرد، بهترین بازیگر جدید)[۴۰][۴۱]
- جایزهٔ پلاتینو (بهترین کارگردانی، بازیگر مکمل مرد، تدوین، صداگذاری/صدابرداری)[۴۲][۴۳]
- جوایز رولینگ استون در اسپانیا - بهترین فیلم داستانی سال[۴۴]